# Serdar Özkan
Serdar Özkan (Düzce, 1º gennaio 1987) è un ex calciatore turco, di ruolo centrocampista o ala.

## Caratteristiche tecniche
Ala sinistra, può giocare nel medesimo ruolo sulla fascia opposta e anche come trequartista o come interno di centrocampo.

## Carriera

### Club
Veste le maglie di Beşiktaş - società con la quale conquista un double nel 2009 - e Galatasaray, prima di trasferirsi nella capitale turca. Dopo un paio di stagioni, ritorna al Samsunspor, club per il quale aveva fornito le proprie prestazioni nel 2007, all'epoca ceduto in prestito dal Beşiktaş. Dopo aver giocato anche in seconda divisione, si accasa all'Elazığspor.

### Nazionale
Esordisce in nazionale il 12 settembre 2007 contro l'Ungheria (3-0).

## Palmarès

### Club

#### Competizioni nazionali
- Coppa di Turchia: 1

Beşiktaş: 2008-2009
- Campionato turco: 1

Beşiktaş: 2008-2009